# 1. Fussballclub Heidenheim 1846 2019-2020
Questa voce raccoglie le informazioni riguardanti il 1. Fussballclub Heidenheim 1846 nelle competizioni ufficiali della stagione 2019-2020.

## Stagione
Nella stagione 2019-2020 l'Heidenheim, allenato da Frank Schmidt, concluse il campionato di 2. Bundesliga al 3º posto. In Coppa di Germania l'Heidenheim fu eliminato al secondo turno dal Werder Brema.

## Rosa
| N. |                     | Ruolo | Calciatore          |
| -- | ------------------- | ----- | ------------------- |
| 1  | Germania (bandiera) | P     | Kevin Müller        |
| 2  | Germania (bandiera) | D     | Marnon-Thomas Busch |
| 5  | Germania (bandiera) | D     | Oliver Hüsing       |
| 6  | Germania (bandiera) | D     | Patrick Mainka      |
| 7  | Germania (bandiera) | C     | Marc Schnatterer    |
| 9  | Germania (bandiera) | A     | Stefan Schimmer     |
| 10 | Germania (bandiera) | A     | Tim Kleindienst     |
| 11 | Germania (bandiera) | C     | Denis Thomalla      |
| 13 | Germania (bandiera) | A     | Robert Leipertz     |
| 16 | Germania (bandiera) | C     | Kevin Sessa         |
| 17 | Germania (bandiera) | C     | Maurice Multhaup    |
| 18 | Germania (bandiera) | C     | Sebastian Griesbeck |
| 19 | Germania (bandiera) | D     | Jonas Föhrenbach    |
| 21 | Germania (bandiera) | C     | Maxi Thiel          |

| N. |                     | Ruolo | Calciatore              |
| -- | ------------------- | ----- | ----------------------- |
| 22 | Germania (bandiera) | P     | Vitus Eicher            |
| 24 | Germania (bandiera) | D     | Tobias Mohr             |
| 26 | Germania (bandiera) | A     | David Otto              |
| 27 | Austria (bandiera)  | C     | Konstantin Kerschbaumer |
| 28 | Germania (bandiera) | D     | Arne Feick              |
| 29 | Germania (bandiera) | D     | Robert Strauß           |
| 30 | Germania (bandiera) | D     | Norman Theuerkauf       |
| 31 | Germania (bandiera) | D     | Jonas Brändle           |
| 33 | Germania (bandiera) | D     | Timo Beermann           |
| 35 | Germania (bandiera) | A     | Andrew Owusu            |
| 36 | Germania (bandiera) | C     | Niklas Dorsch           |
| 39 | Germania (bandiera) | P     | Kevin Ibrahim           |
| 40 | Germania (bandiera) | P     | Diant Ramaj             |

## Organigramma societario
Area tecnica
- Allenatore: Frank Schmidt
- Allenatore in seconda: Christian Gmünder, Dieter Jarosch, Bernhard Raab
- Preparatore dei portieri: Bernd Weng
- Preparatori atletici: Said Lakhal

## Calciomercato

### Sessione estiva
| Acquisti | Acquisti                | Acquisti         | Acquisti |
| R.       | Nome                    | da               | Modalità |
| -------- | ----------------------- | ---------------- | -------- |
| C        | Konstantin Kerschbaumer | Ingolstadt 04    |          |
| A        | Tim Kleindienst         | Friburgo         |          |
| A        | Stefan Schimmer         | Unterhaching     |          |
| C        | Merveille Biankadi      | Hansa Rostock    |          |
| D        | Jonas Föhrenbach        | Jahn Ratisbona   |          |
| D        | Oliver Hüsing           | Hansa Rostock    |          |
| P        | Kevin Ibrahim           | Heidenheim U19   |          |
| A        | David Otto              | Hoffenheim       |          |
| A        | Andrew Owusu            | Heidenheim U19   |          |
| C        | Kolja Pusch             | Admira Wacker M. |          |

| Cessioni | Cessioni         | Cessioni         | Cessioni |
| R.       | Nome             | a                | Modalità |
| -------- | ---------------- | ---------------- | -------- |
| C        | Gökalp Kılıç     | Ulma             |          |
| C        | Kolja Pusch      | Admira Wacker M. |          |
| D        | Oliver Steurer   | Uerdingen 05     |          |
| A        | Robert Glatzel   | Cardiff City     |          |
| C        | Robert Andrich   | Union Berlino    |          |
| A        | Nikola Dovedan   | Norimberga       |          |
| P        | Matthias Köbbing | Homburg          |          |
| C        | Tim Skarke       | Darmstadt        |          |

### Sessione invernale
| Acquisti | Acquisti    | Acquisti       | Acquisti |
| R.       | Nome        | da             | Modalità |
| -------- | ----------- | -------------- | -------- |
| D        | Tobias Mohr | Greuther Fürth |          |

| Cessioni | Cessioni           | Cessioni               | Cessioni |
| R.       | Nome               | a                      | Modalità |
| -------- | ------------------ | ---------------------- | -------- |
| C        | Merveille Biankadi | Eintracht Braunschweig |          |
| A        | Patrick Schmidt    | Dinamo Dresda          |          |

## Risultati

### 2. Bundesliga

#### Girone di andata
| Arbitro: | Stegemann |

|            |           |                                     |
| Ouahim 58’ | Marcatori | 74’ Griesbeck 89’ Leipertz 90’ Otto |

| Arbitro: | Cortus |

|                               |           |                             |
| Leipertz 78’ Kempf 84’ (aut.) | Marcatori | 52’ Ghaddioui 57’ Badstuber |

| Arbitro: | Alt |

|                          |           |                     |
| Ebert 68’ Jeremejeff 81’ | Marcatori | 89’ (rig.) Thomalla |

| Arbitro: | Willenborg |

|  |           |                                |
|  | Marcatori | 60’ (rig.) Förster 63’ Behrens |

| Arbitro: | Heft |

|                      |           |                         |
| Dovedan 30’ Geis 70’ | Marcatori | 82’ Dorsch 84’ Schimmer |

| Arbitro: | Winter |

|                                  |           |  |
| Leipertz 3’ Kleindienst 29’, 55’ | Marcatori |  |

| Arbitro: | Badstübner |

|              |           |  |
| Leipertz 59’ | Marcatori |  |

| Arbitro: | Dankert |

|             |           |                 |
| Hofmann 21’ | Marcatori | 54’ Schnatterer |

| Arbitro: | Bacher |

|                           |           |                                 |
| Leipertz 23’ Schimmer 90’ | Marcatori | 7’ Zoller 14’ Blum 49’ Ganvoula |

| Wiesbaden 19 ottobre 2019, ore 13:00 CEST 10ª giornata | Wehen Wiesbaden | 0 – 0 referto | Heidenheim | BRITA-Arena (5 023 spett.)\| Arbitro: \| Sather \| |
| Arbitro:                                               | Sather          |               |            |                                                    |

| Arbitro: | Thomsen |

|                |           |  |
| Theuerkauf 59’ | Marcatori |  |

| Arbitro: | Heft |

|           |           |              |
| Riese 54’ | Marcatori | 88’ Schimmer |

| Arbitro: | Koslowski |

|                                                          |           |  |
| Kleindienst 3’, 49’ Schnatterer 53’ (rig.) Griesbeck 70’ | Marcatori |  |

| Arbitro: | Zwayer |

|                                    |           |              |
| Knipping 45’ Albers 74’ George 85’ | Marcatori | 62’ Multhaup |

| Arbitro: | Willenborg |

|                 |           |  |
| Kleindienst 63’ | Marcatori |  |

| Arbitro: | Brych |

|  |           |                |
|  | Marcatori | 82’ Föhrenbach |

| Heidenheim an der Brenz 14 dicembre 2019, ore 13:00 CET 17ª giornata | Heidenheim | 0 – 0 referto | Arminia Bielefeld | Voith-Arena (11 200 spett.)\| Arbitro: \| Stieler \| |
| Arbitro:                                                             | Stieler    |               |                   |                                                      |

#### Girone di ritorno
| Arbitro: | Bacher |

|                                   |           |             |
| Leipertz 21’ Kleindienst 66’, 89’ | Marcatori | 76’ Henning |

| Arbitro: | Badstübner |

|                                  |           |  |
| Kempf 32’ González 75’ Gómez 86’ | Marcatori |  |

| Heidenheim an der Brenz 2 febbraio 2020, ore 13:30 CET 20ª giornata | Heidenheim | 0 – 0 referto | Dinamo Dresda | Voith-Arena (12 150 spett.)\| Arbitro: \| Siewer \| |
| Arbitro:                                                            | Siewer     |               |               |                                                     |

| Arbitro: | Winter |

|  |           |                 |
|  | Marcatori | 16’ Kleindienst |

| Arbitro: | Gerach |

|                      |           |                        |
| Kleindienst 45’, 83’ | Marcatori | 1’ Dovedan 62’ Behrens |

| Arbitro: | Kempter |

|  |           |                |
|  | Marcatori | 77’ Theuerkauf |

| Arbitro: | Waschitzki-Günther |

|                       |           |  |
| Dursun 11’ Honsak 16’ | Marcatori |  |

| Arbitro: | Dingert |

|                                       |           |            |
| Kerschbaumer 22’ Kleindienst 37’, 45’ | Marcatori | 54’ Kobald |

| Arbitro: | Heft |

|                                        |           |  |
| Losilla 11’ Osei-Tutu 34’ Ganvoula 64’ | Marcatori |  |

| Arbitro: | Gerach |

|          |           |  |
| Mohr 70’ | Marcatori |  |

| Amburgo 27 maggio 2020, ore 18:30 CEST 28ª giornata | St. Pauli | 0 – 0 referto | Heidenheim | Millerntor-Stadion (0 spett.)\| Arbitro: \| Koslowski \| |
| Arbitro:                                            | Koslowski |               |            |                                                          |

| Arbitro: | Kempter |

|                                                  |           |  |
| Rizzuto 48’ (aut.) Kerschbaumer 58’ Schimmer 86’ | Marcatori |  |

| Arbitro: | Zwayer |

|                      |           |              |
| Ducksch 30’ Prib 41’ | Marcatori | 75’ Schimmer |

| Arbitro: | Brych |

|                                               |           |            |
| Leipertz 2’ Kleindienst 65’, 81’ Schimmer 86’ | Marcatori | 75’ Seydel |

| Fürth 16 giugno 2020, ore 18:30 CEST 32ª giornata | Greuther Fürth | 0 – 0 referto | Heidenheim | Sportpark Ronhof Thomas Sommer (0 spett.)\| Arbitro: \| Bacher \| |
| Arbitro:                                          | Bacher         |               |            |                                                                   |

| Arbitro: | Aytekin |

|                                   |           |                |
| Beyer 80’ (aut.) Kerschbaumer 90’ | Marcatori | 46’ Pohjanpalo |

| Arbitro: | Gräfe |

|                                    |           |  |
| Klos 14’ Voglsammer 17’ Clauss 53’ | Marcatori |  |

### Coppa di Germania
| Arbitro: | Badstübner |

|  |           |                                    |
|  | Marcatori | 7’ Leipertz 71’ (rig.) Schnatterer |

| Arbitro: | Schlager |

|                                                    |           |                        |
| Rashica 6’ Bittencourt 11’ Klaassen 18’ Friedl 41’ | Marcatori | 45’ (rig.) Schnatterer |

## Statistiche

### Statistiche di squadra
| Competizione      | Punti | In casa | In casa | In casa | In casa | In casa | In casa | In trasferta | In trasferta | In trasferta | In trasferta | In trasferta | In trasferta | Totale | Totale | Totale | Totale | Totale | Totale | DR |
| Competizione      | Punti | G       | V       | N       | P       | Gf      | Gs      | G            | V            | N            | P            | Gf           | Gs           | G      | V      | N      | P      | Gf     | Gs     | DR |
| ----------------- | ----- | ------- | ------- | ------- | ------- | ------- | ------- | ------------ | ------------ | ------------ | ------------ | ------------ | ------------ | ------ | ------ | ------ | ------ | ------ | ------ | -- |
| 2. Bundesliga     | 55    | 17      | 11      | 4       | 2       | 32      | 13      | 17           | 4            | 6            | 7            | 13           | 23           | 34     | 15     | 10     | 9      | 45     | 36     | +9 |
| Coppa di Germania | -     | 0       | 0       | 0       | 0       | 0       | 0       | 2            | 1            | 0            | 1            | 3            | 4            | 2      | 1      | 0      | 1      | 3      | 4      | -1 |
| Totale            | 55    | 17      | 11      | 4       | 2       | 32      | 13      | 19           | 5            | 6            | 8            | 16           | 27           | 36     | 16     | 10     | 10     | 48     | 40     | +8 |

### Andamento in campionato
| Giornata  | 1 | 2 | 3 | 4  | 5  | 6 | 7 | 8 | 9 | 10 | 11 | 12 | 13 | 14 | 15 | 16 | 17 | 18 | 19 | 20 | 21 | 22 | 23 | 24 | 25 | 26 | 27 | 28 | 29 | 30 | 31 | 32 | 33 | 34 |
| --------- | - | - | - | -- | -- | - | - | - | - | -- | -- | -- | -- | -- | -- | -- | -- | -- | -- | -- | -- | -- | -- | -- | -- | -- | -- | -- | -- | -- | -- | -- | -- | -- |
| Luogo     | T | C | T | C  | T  | C | C | T | C | T  | C  | T  | C  | T  | C  | T  | C  | C  | T  | C  | T  | C  | T  | T  | C  | T  | C  | T  | C  | T  | C  | T  | C  | T  |
| Risultato | V | N | P | P  | N  | V | V | N | P | N  | V  | N  | V  | P  | V  | V  | N  | V  | P  | N  | V  | N  | V  | P  | V  | P  | V  | N  | V  | P  | V  | N  | V  | P  |
| Posizione | 1 | 4 | 9 | 12 | 11 | 9 | 4 | 5 | 7 | 7  | 5  | 6  | 4  | 6  | 4  | 4  | 4  | 4  | 4  | 5  | 4  | 4  | 4  | 4  | 4  | 4  | 4  | 4  | 4  | 4  | 4  | 4  | 3  | 3  |

Legenda:

Luogo: C = Casa; T = Trasferta. Risultato: V = Vittoria; N = Pareggio; P = Sconfitta.

### Statistiche dei giocatori
| Giocatore       | 2. Bundesliga | 2. Bundesliga | 2. Bundesliga | 2. Bundesliga | Relegation Bundesliga | Relegation Bundesliga | Relegation Bundesliga | Relegation Bundesliga | Coppa di Germania | Coppa di Germania | Coppa di Germania | Coppa di Germania | Totale   | Totale | Totale      | Totale     |
| Giocatore       | Presenze      | Reti          | Ammonizioni   | Espulsioni    | Presenze              | Reti                  | Ammonizioni           | Espulsioni            | Presenze          | Reti              | Ammonizioni       | Espulsioni        | Presenze | Reti   | Ammonizioni | Espulsioni |
| --------------- | ------------- | ------------- | ------------- | ------------- | --------------------- | --------------------- | --------------------- | --------------------- | ----------------- | ----------------- | ----------------- | ----------------- | -------- | ------ | ----------- | ---------- |
| T. Beermann     | 21            | 0             | 3             | 0             | 1                     | 0                     | 1                     | 0                     | 1                 | 0                 | 0                 | 0                 | 23       | 0      | 4           | 0          |
| M. Biankadi     | 6             | 0             | 1             | 0             | 0                     | 0                     | 0                     | 0                     | 2                 | 0                 | 0                 | 0                 | 8        | 0      | 1           | 0          |
| J. Brändle      | 0             | 0             | 0             | 0             | 0                     | 0                     | 0                     | 0                     | 0                 | 0                 | 0                 | 0                 | 0        | 0      | 0           | 0          |
| M. Busch        | 33            | 0             | 2             | 0             | 2                     | 0                     | 0                     | 0                     | 2                 | 0                 | 0                 | 0                 | 37       | 0      | 2           | 0          |
| N. Dorsch       | 32            | 1             | 7             | 0             | 2                     | 0                     | 1                     | 0                     | 2                 | 0                 | 1                 | 0                 | 36       | 1      | 9           | 0          |
| V. Eicher       | 1             | 0             | 0             | 0             | 0                     | 0                     | 0                     | 0                     | 1                 | 0                 | 0                 | 0                 | 2        | 0      | 0           | 0          |
| A. Feick        | 5             | 0             | 1             | 0             | 0                     | 0                     | 0                     | 0                     | 0                 | 0                 | 0                 | 0                 | 5        | 0      | 1           | 0          |
| J. Föhrenbach   | 25            | 1             | 2             | 0             | 2                     | 0                     | 0                     | 0                     | 2                 | 0                 | 0                 | 0                 | 29       | 1      | 2           | 0          |
| A. Geipl        | 0             | 0             | 0             | 0             | 0                     | 0                     | 0                     | 0                     | 0                 | 0                 | 0                 | 0                 | 0        | 0      | 0           | 0          |
| S. Griesbeck    | 29            | 2             | 6             | 0             | 2                     | 0                     | 0                     | 0                     | 2                 | 0                 | 0                 | 0                 | 33       | 2      | 6           | 0          |
| O. Hüsing       | 19            | 0             | 3             | 1             | 0                     | 0                     | 0                     | 0                     | 1                 | 0                 | 0                 | 0                 | 20       | 0      | 3           | 1          |
| K. Ibrahim      | 0             | 0             | 0             | 0             | 0                     | 0                     | 0                     | 0                     | 0                 | 0                 | 0                 | 0                 | 0        | 0      | 0           | 0          |
| K. Kerschbaumer | 23            | 3             | 4             | 0             | 1                     | 0                     | 0                     | 0                     | 1                 | 0                 | 0                 | 0                 | 25       | 3      | 4           | 0          |
| T. Kleindienst  | 27            | 14            | 6             | 1             | 2                     | 2                     | 0                     | 0                     | 0                 | 0                 | 0                 | 0                 | 29       | 16     | 6           | 1          |
| R. Leipertz     | 32            | 7             | 2             | 0             | 1                     | 0                     | 0                     | 0                     | 2                 | 1                 | 0                 | 0                 | 35       | 8      | 2           | 0          |
| P. Mainka       | 32            | 0             | 0             | 0             | 2                     | 0                     | 0                     | 0                     | 2                 | 0                 | 0                 | 0                 | 36       | 0      | 0           | 0          |
| T. Mohr         | 16            | 1             | 0             | 0             | 1                     | 0                     | 0                     | 0                     | 0                 | 0                 | 0                 | 0                 | 17       | 1      | 0           | 0          |
| G. Mollo        | 0             | 0             | 0             | 0             | 0                     | 0                     | 0                     | 0                     | 0                 | 0                 | 0                 | 0                 | 0        | 0      | 0           | 0          |
| M. Multhaup     | 20            | 1             | 3             | 0             | 2                     | 0                     | 2                     | 0                     | 1                 | 0                 | 0                 | 0                 | 23       | 1      | 5           | 0          |
| K. Müller       | 33            | 0             | 0             | 0             | 2                     | 0                     | 0                     | 0                     | 1                 | 0                 | 0                 | 0                 | 36       | 0      | 0           | 0          |
| D. Otto         | 25            | 1             | 2             | 0             | 2                     | 0                     | 0                     | 0                     | 2                 | 0                 | 0                 | 0                 | 29       | 1      | 2           | 0          |
| A. Owusu        | 0             | 0             | 0             | 0             | 0                     | 0                     | 0                     | 0                     | 0                 | 0                 | 0                 | 0                 | 0        | 0      | 0           | 0          |
| K. Pusch        | 1             | 0             | 0             | 0             | 0                     | 0                     | 0                     | 0                     | 0                 | 0                 | 0                 | 0                 | 1        | 0      | 0           | 0          |
| D. Ramaj        | 0             | 0             | 0             | 0             | 0                     | 0                     | 0                     | 0                     | 0                 | 0                 | 0                 | 0                 | 0        | 0      | 0           | 0          |
| M. Ramusović    | 0             | 0             | 0             | 0             | 0                     | 0                     | 0                     | 0                     | 0                 | 0                 | 0                 | 0                 | 0        | 0      | 0           | 0          |
| S. Schimmer     | 22            | 6             | 0             | 0             | 1                     | 0                     | 0                     | 0                     | 2                 | 0                 | 0                 | 0                 | 25       | 6      | 0           | 0          |
| P. Schmidt      | 4             | 0             | 2             | 0             | 0                     | 0                     | 0                     | 0                     | 0                 | 0                 | 0                 | 0                 | 4        | 0      | 2           | 0          |
| M. Schnatterer  | 31            | 2             | 1             | 0             | 2                     | 0                     | 0                     | 0                     | 2                 | 2                 | 0                 | 0                 | 35       | 4      | 1           | 0          |
| K. Sessa        | 2             | 0             | 0             | 0             | 2                     | 0                     | 0                     | 0                     | 1                 | 0                 | 0                 | 0                 | 5        | 0      | 0           | 0          |
| J. Stark        | 0             | 0             | 0             | 0             | 0                     | 0                     | 0                     | 0                     | 0                 | 0                 | 0                 | 0                 | 0        | 0      | 0           | 0          |
| O. Steurer      | 0             | 0             | 0             | 0             | 0                     | 0                     | 0                     | 0                     | 0                 | 0                 | 0                 | 0                 | 0        | 0      | 0           | 0          |
| R. Strauß       | 4             | 0             | 0             | 0             | 0                     | 0                     | 0                     | 0                     | 0                 | 0                 | 0                 | 0                 | 4        | 0      | 0           | 0          |
| N. Theuerkauf   | 32            | 2             | 3             | 0             | 2                     | 0                     | 0                     | 0                     | 1                 | 0                 | 0                 | 0                 | 35       | 2      | 3           | 0          |
| M. Thiel        | 0             | 0             | 0             | 0             | 0                     | 0                     | 0                     | 0                     | 0                 | 0                 | 0                 | 0                 | 0        | 0      | 0           | 0          |
| D. Thomalla     | 14            | 1             | 2             | 0             | 2                     | 0                     | 0                     | 0                     | 0                 | 0                 | 0                 | 0                 | 16       | 1      | 2           | 0          |